# تدفئة تحت الأرض

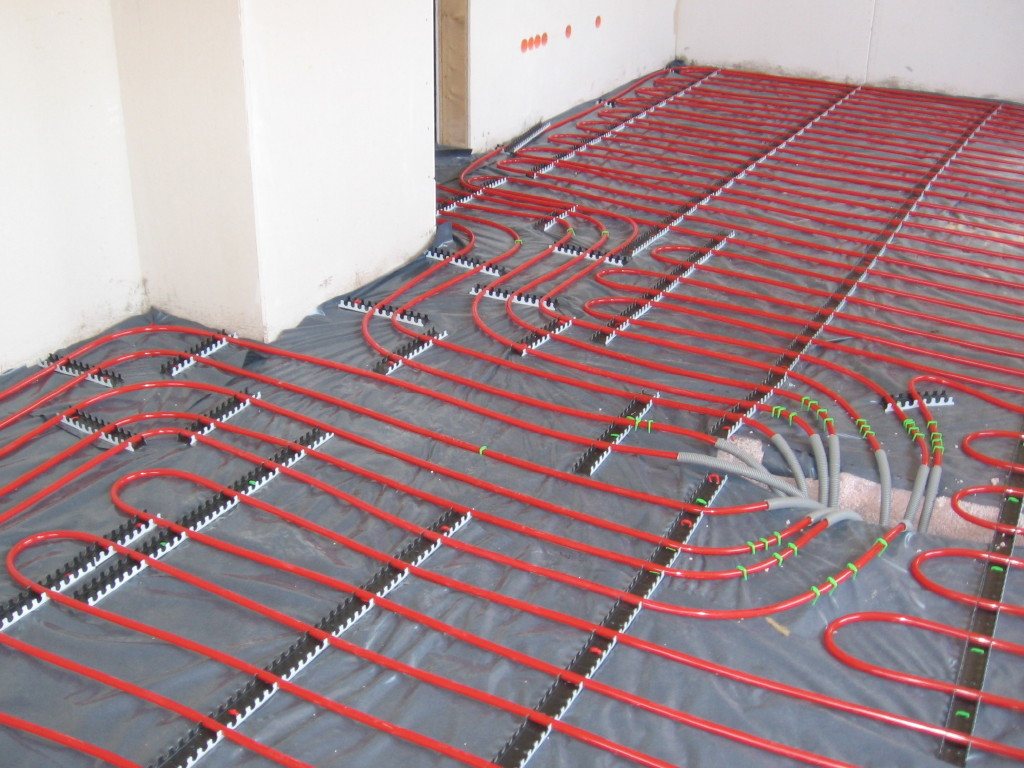

التدفئة والتبريد تحت الأرض هو شكل من أشكال التدفئة والتبريد المركزية التي تحقق التحكم بالمناخ الداخلي من أجل الوصول إلى الارتياح الحراري باستخدام التوصيل، والحمل، والإشعاع. يُستخدم مصطلحا التدفئة المشعة والتبريد المشع لوصف هذه الطريقة، إذ إن الإشعاع مسؤول عن جزء كبير من الارتياح الحراري الناتج، لكن هذا الاستخدام يكون صحيحًا تقنيًا فقط حين يشكل الإشعاع 50% من التبادل الحراري بين الأرضية والفراغ.

## نبذة تاريخية
للتدفئة تحت الأرض تاريخ طويل يعود إلى الفترة النيوغليسية والعصر الحجري الحديث. تكشف الحفريات الأثرية في آسيا وجزر ألوتيان في ألاسكا كيف حوّل السكان مسار الدخان المنبعث من الحرائق من خلال الخنادق المغطاة بالحجارة التي تم التنقيب عنها حُفرت في أرضيات مساكنهم الجوفية. كان الدخان الحار يسخن حجارة الأرض ثم تنتقل الحرارة بالإشعاع إلى أماكن المعيشة. تطورت هذه التقنيات البدائية إلى أنظمة حديثة تستخدم أنابيب معبأة بسائل أو أسلاكًا وحصائر كهربائية.

## الوصف
تستخدم أنظمة التدفئة الأرضية الحديثة عناصر مقاومة كهربائية (أنظمة كهربائية) أو تدفق السوائل في الأنابيب (أنظمة هيدرونية) لتسخين الأرض. يمكن تثبيت أي من النظامين ليكون نظام تدفئة أساسيًا كاملًا للمبنى أو تدفئةً أرضية محلية لتوفير الارتياح الحراري. تسمح بعض الأنظمة بتسخين الغرف الفردية عندما تكون جزءًا من نظام أكبر متعدد الغرف، لتجنب إهدار الحرارة. يمكن استخدام نظام المقاومة الكهربائية للتدفئة فقط، لذا يجب استخدام أنظمة الهيدرونيك عندما يكون التبريد مطلوبًا أيضًا. من التطبيقات التي تستخدم الأنظمة الكهربائية أو الهيدرونيكية تذويب الجليد للمشي، الممرات، منصات الهبوط، تكييف العشب في ملاعب كرة القدم، ومنع الصقيع في المجمدات وساحات التزلج. تتوفر مجموعة من التصاميم للتدفئة الأرضية التي تناسب أنواعًا مختلفة من الأرضيات.
يمكن وضع عناصر التسخين الكهربائية أو الأنابيب الهيدرونيكية في بلاطة الأرضية الخرسانية («نظام الأرضية المصبوبة» أو «النظام الرطب»)، ويمكن أيضًا وضعها تحت غطاء الأرضية («النظام الجاف») أو توصيلها مباشرة بأرضية خشبية فرعية («نظام الأرضية الفرعية» أو «النظام الجاف»).
بعض المباني التجارية مصممة للاستفادة من الكتلة الحرارية التي يتم تسخينها أو تبريدها خلال ساعات الذروة عندما تكون معدلات المرافق منخفضة. ويتم إيقاف تشغيل نظام التدفئة/ التبريد خلال اليوم، تنجرف الكتلة الخرسانية ودرجة حرارة الغرفة لأعلى أو لأسفل ضمن نطاق الراحة المطلوب، تعرف هذه الأنظمة باسم أنظمة المباني النشطة حراريا أو TABS.

### الأنظمة الهيدرونيكية (المائية)
الأنظمة الهيدرونيكية الماء أو مزيجا من الماء ومقاوم للتجمد مثل البروليلين غليكول كسائل لنقل الحرارة في «حلقة مغلقة» يتم إعادة تدويرها بين الأرضية وسخان الماء.
تتوفر أنواع مختلفة من الأنابيب خصيصا لأنظمة التدفئة والتبريد الأرضية، وهي مصنوعة عموما من البولي إيثيلين بما في ذلك PEX, PEX-AL-PEX و PER. لا تزال المواد القديمة مستخدمة مثل البولي بيوتيلين (PB) والأنابيب النحاسية أو الفولاذية في بعض المناطق أو لتطبيقات خاصة.
تتطلب أنظمة الهيدرونيك مصممين مهرة ومتخصصين على دراية بسخانات المياه، والدوارات، وأجهزة التحكم، وضغط الموائع ودرجات الحرارة. إن استخدام المحطات الفرعية الحديثة المجمعة في المصنع، والتي تستخدم بشكل أساسي في التدفئة والتبريد يمكن أن يسهل إلى حد كبير من متطلبات التصميم ويقلل من وقت التثبيت والتشغيل لأنظمة الهيدرونيك.
يمكن أن تستخدم أنظمة الهيدرونيك مصدرا واحدا أو مزيجا من مصادر الطاقة للمساعدة في إدارة تكاليف الطاقة، خيارات مصادر الطاقة في أنظمة الهيدرونيك:
- سخانات المياه بما في ذلك محطات التدفئة والكهرباء التي يتم تسخينها بواسطة:
  - يعتبر الغاز الطبيعي أو «الميثان» الأنظف والأكثر كفاءة لتسخين الماء، حسب توفر. تكلفته 7$/مليون btu.
  - البروبان مصنوع أساسا من النفط، أقل كفاءة من الغاز الطبيعي من حيث الحجم، وعموما أكثر تكلفة على أساس وحدة btu. ينتج غاز ثاني أكسيد الكربون أكثر من الميثان على أساس وحدة btu. تكلفته 25$/مليون btu.
  - الفحم، النفط أو نفايات النفط.
  - الكهرباء.
  - الطاقة الشمسية الحرارية.
  - الخشب أو الكتل الحيوية الأخرى.
  - الوقود الحيوي.
- المضخات الحرارية والمبردات التي تهمل بطاقة:
  - الكهرباء.
  - الغاز الطبيعي.
  - مضخة الحرارة الجوفية.

### الأنظمة الكهربائية
تستخدم الأنظمة الكهربائية للتدفئة فقط، وتستخدم عناصر تسخين مرنة وغير قابلة للتآكل بما في ذلك الكابلات وحصائر الكابلات المشكلة مسبقا، والشبكة البرونزية وأفلام الكربون. نظرا لانخفاض مظهرها يمكن تثبيتها في كتلة حرارية أو مباشرة أسفل التشطيبات. تستطيع الأنظمة الكهربائية أن تستفيد من عداد الكهرباء في وقت الاستخدام، وكثيرا ما يتم استخدامها كسخانات للسجاد، وسخانات محمولة أسفل منطقة تحت الأرض، وتدفئة أرضية خشبية، وأنظمة تدفئة أرضية بما في ذلك أرضيات الحمامات والمقاعد. تتطلب الأنظمة الكهربائية مصممين مهرة وتجار، ولكن قليلا في أنظمة التدفئة الأرضية الصغيرة. تستخدم الأنظمة الكهربائية مكونات أقل وأبسط للتشغيل من الأنظمة الهيدرونيكية. تستخدم بعض الأنظمة الكهربائية تقنية خطوط الجهد بينما تستخدم أخرى تقنية الجهد المنخفض، لا يعتمد استهلاك الطاقة في النظام الكهربائي على الجهد، بل على إنتاج الطاقة الكهربائية الناتجة عن عنصر التسخين.

## الخصائص

### نوعية الارتياح الحراري
وفقا لما حددته ANSI/ ASHRAE Standard 55 الظروف الحرارية لتشغيل الإنسان، الارتياح الحراري هو «الحالة الذهنية التي تعبر عن الرضا عن البيئة الحرارية ويتم تقييمها عن طريق التقييم الشخصي.» بالرجوع إلى التدفئة الأرضية بالتحديد، يتأثر الارتياح الحراري بدرجة حرارة سطح الأرض والعناصر المرتبطة بها مثل عدم التماثل الإشعاعي، ودرجة حرارة الإشعاع المتوسطة ودرجة حرارة التشغيل. الأبحاث التي أجراها نيفينز ورولز وجاج وبول أول فانجر واخرون، أظهر أن البشر وهم جالسون بملابسهم المعتادة الخفيفة والمنزلية يستبدلون أكثر من 50% من الحرارة المحسوسة عن طريق الإشعاع.
التدفئة تحت الأرض تؤثر على التبادل المشع عن طريق تسخين الأسطح الداخلية. يعمل تسخين الأسطح على منع فقدان حرارة الجسم مما يؤدي إلى الشعور براحة التدفئة. يتم تعزيز هذا الإحساس العام بالراحة من خلال التوصيل (القدم على الأرض) ومن خلال الحمل الحراري عن طريق تأثير السطح على كثافة الهواء. يعمل التبريد تحت الأرض عن طريق امتصاص إشعاع الموجات الطويلة والموجات القصيرة مما يؤدي للحصول على سطوح داخلية باردة. تشجع هذه الأسطح الباردة فقدان حرارة الجسم مما يؤدي إلى الشعور براحة التبريد. تتم معالجة الانزعاج الموضعي بسبب الأرضيات الباردة والدافئة التي ترتدي ملابس قدم عادية وتخزين القدميين في معايير وكتيبات ISO 7730 و ASHRAE 55 ويمكن تصحيحها أو تنظيمها باستخدام أنظمة التدفئة والتبريد الأرضية.

### جودة الهواء في الداخل
يمكن أن يكون للتدفئة الأرضية تأثير إيجابي على جودة الهواء الداخلي من خلال تسهيل اختيار مواد الأرضيات الباردة مثل البلاط، والأردواز (لوح صخري)، والترازو (البلاط البلدي) والخرسانة. عادة ما يكون لأسطح البناء هذه انبعاثات منخفضة للغاية من المركبات العضوية المتطايرة VOC (المركبات العضوية المتطايرة) مقارنة بخيارات الأرضيات الأخرى. بالمقارنة مع التحكم بالرطوبة، تؤسس التدفئة الأرضية ظروف درجة حرارة غير مناسبة لدعم العفن والبكتيريا والفيروسات وعث الغبار، عن طريق إزالة حمل التدفئة المعقول من حمل HVAC (التدفئة، التهوية، وتبريد/ تكييف الهواء) الكلي، يمكن تحقيق الحمل والتهوية والترشيح وإزالة الرطوبة من الهواء الداخل من خلال أنظمة هواء خارجية مخصصة، ذات دوران حجمي أقل للتخفيف من توزيع الملوثات المحمولة جوا. هنالك اعتراف من المجتمع الطبي فيما يتعلق بفوائد التدفئة الأرضية وخاصة من حيث صلته بالمواد المثيرة للحساسية.